# Рукомиське родовище травертину
Рукомиське родовище травертину — скупчення корисних копалин.
Розташоване на південній околиці с. Рукомиш Бучацького району Тернопільської області.
Матеріал придатний для виробництва облицювальних виробів і будівництва. Розвідав трест «Київгеологія» (1975—1977 роки).
Середня потужність пласту — 4,5 м. Промислові запаси — 10 тис. м³. Родовище не розробляють.